# امامزاده‌عباس (بابل)
امامزاده‌عباس ، روستایی از توابع بخش بندپی شرقی شهرستان بابل در استان مازندران ایران است.
فرزند آقا موسی کاظم و برادر علی بن موسی الرضا است.

## جمعیت
این روستا در دهستان سجادرود قرار دارد و براساس سرشماری مرکز آمار ایران در سال ۱۳۸۵، جمعیت آن ۳۸۹ نفر (۸۵خانوار) بوده‌است.